# Забежув (гміна)
Гміна Забежув (пол. Gmina Zabierzów) — сільська гміна у південній Польщі. Належить до Краківського повіту Малопольського воєводства.
Станом на 31 грудня 2011 у гміні проживало 24475 осіб.

## Площа
Згідно з даними за 2007 рік площа гміни становила 99.59 км², у тому числі:
- орні землі: 65.00%
- ліси: 14.00%

Таким чином, площа гміни становить 8.10% площі повіту.

## Населення
Станом на 31 грудня 2011:
| Опис     | Загалом | Загалом | Чоловіки | Чоловіки | Жінки | Жінки |
| -------- | ------- | ------- | -------- | -------- | ----- | ----- |
| одиниця  | осіб    | %       | осіб     | %        | осіб  | %     |
| все      | 24475   | 100     | 11824    | 48.31    | 12651 | 51.69 |
| міське   | 0       | 100     | 0        |          | 0     |       |
| сільське | 24475   | 100     | 11824    | 48.31    | 12651 | 51.69 |

## Сусідні гміни
Гміна Забежув межує з такими гмінами: Велька Весь, Єжмановіце-Пшеґіня, Кшешовіце, Лішкі.